# Lộc Vượng
Lộc Vượng là một phường thuộc thành phố Nam Định, tỉnh Nam Định, Việt Nam.

## Địa lý
Phường Lộc Vượng nằm ở phía bắc thành phố Nam Định, một phần phường Quang Trung nằm chính giữa chia phường Lộc Vượng thành một phần phía đông và phần một phía tây, có vị trí địa lý:
- Phần phía đông phường Lộc Vượng:
  - Phía đông và phía bắc giáp phường Lộc Hạ
  - Phía tây và phía nam giáp phường Quang Trung
- Phần phía tây phường Lộc Vượng:
  - Phía đông giáp phường Quang Trung
  - Phía tây giáp phường Lộc Hòa và xã Mỹ Phúc
  - Phía nam giáp phường Cửa Bắc và phường Quang Trung
  - Phía bắc giáp xã Mỹ Phúc.

Phường Lộc Vượng có diện tích 4,2 km², dân số năm 2004 là 7.962 người, mật độ dân số đạt 1.896 người/km².

## Lịch sử
Sau năm 1945, xã Lộc Vượng thuộc thành phố Nam Định.
Ngày 21 tháng 4 năm 1965, Ủy ban Thường vụ Quốc hội ban hành Quyết định số 103-NQ-TVQH về việc thành lập tỉnh Nam Hà trên cơ sở tỉnh Hà Nam và tỉnh Nam Định. Khi đó, xã Lộc Vượng thuộc thành phố Nam Định, tỉnh Nam Hà.
Ngày 8 tháng 8 năm 1964, Bộ Nội vụ ban hành Quyết định số 210-NV về việc sáp nhập xã Lộc Vượng thuộc thành phố Nam Định vào huyện Mỹ Lộc.
Ngày 13 tháng 6 năm 1967, Hội đồng Chính phủ ban hành Quyết định số 76-CP về việc sáp nhập huyện Mỹ Lộc vào thành phố Nam Định. Khi đó, xã Lộc Vượng thuộc thành phố Nam Định.
Ngày 27 tháng 12 năm 1975, Quốc hội ban hành Nghị quyết về việc thành lập tỉnh Hà Nam Ninh trên cơ sở tỉnh Nam Hà và tỉnh Ninh Bình. Khi đó, xã Lộc Vượng thuộc thành phố Nam Định, tỉnh Hà Nam Ninh.
Ngày 26 tháng 12 năm 1991, Quốc hội ban hành Nghị quyết về việc chia tỉnh Hà Nam Ninh thành tỉnh Nam Hà và tỉnh Ninh Bình. Khi đó, xã Lộc Vượng thuộc thành phố Nam Định, tỉnh Nam Hà.
Ngày 6 tháng 11 năm 1996, Quốc hội ban hành Nghị quyết về việc chia tỉnh Nam Hà thành tỉnh Nam Định và tỉnh Hà Nam. Khi đó, xã Lộc Vượng thuộc thành phố Nam Định, tỉnh Nam Hà.
Ngày 9 tháng 1 năm 2004, Chính phủ ban hành Nghị định số 17/2004/NĐ-CP về việc phường Lộc Vượng trên cơ sở toàn bộ 420,07 ha diện tích tự nhiên và 7.962 nhân khẩu của xã Lộc Vượng.
Ngày 2 tháng 12 năm 2021, HĐND tỉnh Nam Định ban hành Nghị quyết số 63/2021/NQ-HĐND về việc:
- Thành lập tổ dân phố số 1 trên cơ sở 3 tổ dân phố: 1, 2, 3.
- Thành lập tổ dân phố số 8 trên cơ sở 3 tổ dân phố: 9, 10, 11.
- Thành lập tổ dân phố số 10 trên cơ sở tổ dân phố 13 và tổ dân phố 14.
- Thành lập tổ dân phố số 14 trên cơ sở 4 tổ dân phố: 18, 19, 20, 21.
- Thành lập tổ dân phố số 15 trên cơ sở tổ dân phố 22 và tổ dân phố 23.
- Thành lập tổ dân phố số 2 và tổ dân phố số 3 trên cơ sở toàn bộ tổ dân phố số 4.
- Đổi tên tổ dân phố 5 thành tổ dân phố số 4.
- Đổi tên tổ dân phố 6 thành tổ dân phố số 5.
- Đổi tên tổ dân phố 7 thành tổ dân phố số 6.
- Đổi tên tổ dân phố 8 thành tổ dân phố số 7.
- Đổi tên tổ dân phố 12 thành tổ dân phố số 9.
- Đổi tên tổ dân phố 15 thành tổ dân phố số 11.
- Đổi tên tổ dân phố 16 thành tổ dân phố số 12.
- Đổi tên tổ dân phố 17 thành tổ dân phố số 13.
- Đổi tên tổ dân phố 24 thành tổ dân phố số 16.
- Đổi tên tổ dân phố 25 thành tổ dân phố số 17.
- Đổi tên tổ dân phố 26 thành tổ dân phố số 18.